# 威氏呂宋花鮨
威氏呂宋花鮨，為輻鰭魚綱鱸形目鱸亞目鮨科的其中一種，分布於西太平洋的Loyalty群島海域，棲息深度15-50公尺，體長可達4.2公分，棲息在珊瑚礫石底質海域，為底棲性魚類，屬肉食性，以浮游生物為食。

## 擴展閱讀
維基物種上的相關：威氏呂宋花鮨